# Spilosoma semperi
Spilosoma semperi là một loài bướm đêm thuộc phân họ Arctiinae, họ Erebidae.